# RM (rappeur)
Dans ce nom coréen, le nom de famille, Kim, précède le nom personnel.
Pour les articles homonymes, voir Kim.
Kim Nam-joon (hangeul : 김남준 ; hanja : 金南俊), connu sous le nom de scène RM depuis 2017 (anciennement Rap Monster) est un artiste sud-coréen né le 12 septembre 1994 à Séoul. Il est le leader du boys band sud-coréen BTS.

## Biographie
Kim Nam-joon naît le 12 septembre 1994 à Séoul. Vers l'âge de 4 ou 5 ans, il déménage avec sa famille à Ilsan. Il a une sœur cadette née en 1997. Il commence à écrire et rapper dès l'âge de quatorze ans. Durant son adolescence, il part étudier en Nouvelle-Zélande pendant trois mois. Avant ses débuts avec les Bangtan Boys, il était un rappeur underground sous le nom de « Runch Randa ». Il a sorti plusieurs chansons, dont une collaboration avec Zico qui se nommait « NakSeo ».

## Carrière

### BTS
L'idée du groupe BTS germe et débute sous l'impulsion de Kim Nam-joon. C'est d'ailleurs une des raisons pour lesquelles il est le leader du groupe. La formation du groupe a depuis changé, mais il en est resté le fondateur, rejoint ensuite par Suga.
Le 13 juin 2013, Kim  Nam-joon fait ses débuts en tant que membre de Bangtan Boys, sous le nom de scène « Rap Monster », lors du M! Countdown de Mnet avec leur single, 2 Cool 4 Skool et le titre-phare, No More Dream,. Il produit et écrit les paroles de tous les albums de BTS, notamment aux côtés des membres Suga et J-Hope qui l'aident pour la rédaction.

### Solo
Le dirigeant de son agence, Big Hit Entertainment qui est maintenant sous le nom de Hybe Entertainment, a proposé plusieurs fois à Rap Monster de faire des activités en solo, chose qu'il a souvent refusée pour se consacrer au groupe.
Il a tout de même collaboré en 2015 sur le titre U de Primary. Et le 14 janvier de la même année, à l'occasion du KBS Song Festival, il reprend le titre Stupid in Love aux côtés de la chanteuse Soyu, membre des SISTAR. Il remplace ainsi Mad Clown, le rappeur qui produisait normalement la chanson aux côtés de la jeune femme.
Au niveau musical, il compose et écrit des paroles dans sa salle de travail (le « MON Studio »). En mars 2015, il sort une mixtape avec les clips vidéos de Do You et Awakening avec un style simple qui encourage les spectateurs à se concentrer sur les paroles. Le troisième clip, celui de Joke, est un peu plus complet.
Le 3 août 2015, il sort un soundtrack pour le film Les 4 Fantastiques, qui sort en Corée peu de temps après. La chanson se nomme Fantastic, qu'il écrit et chante avec Mandy Ventrice.
En août 2016, il annonce travailler sur sa seconde mixtape.
Le 20 mars 2017, le clip vidéo de Change est mis en ligne. Il s'agit d'une collaboration avec le rappeur Wale, entièrement interprétée en anglais. Le 4 avril 2017, le single Gajah, une collaboration avec le chanteur Gaeko, est mis en ligne.
En novembre 2017, il change définitivement son nom de scène, délaissant Rap Monster pour devenir « RM », surnom qu'il avait déjà utilisé dans le passé sur certains titres et mixtapes. Le changement est fait afin de raccourcir son nom, et également car le rappeur estime que « Rap Monster » ne représente plus sa musique ni sa personnalité.
Le 15 décembre 2017, le groupe de rock américain Fall Out Boy dévoile le remix de leur single Champion en collaboration avec RM.
Le 23 octobre 2018, il sort sa seconde mixtape mono. (en) gratuitement. L'album atteint la première place sur la plateforme iTunes dans plus de 90 pays, devenant ainsi l'album coréen le mieux classé de tous les temps, battant ainsi le record établi précédemment par Love Yourself : Tear de BTS.
Le 2 décembre 2022, il sort son premier album solo, Indigo. (en)
Le 14 mars 2023, 'Smoke Spirit' de So!YoON! mettant en vedette RM est sorti avec un clip vidéo.

### Vie privée
RM a dû prendre une pause des activités du groupe en 2018 pour récupérer d'une septoplastie visant à corriger sa déviation de la cloison nasale.
Depuis 2018, il vit à Hannam-dong, à Séoul, en Corée du Sud avec ses collègues de groupe et a acheté et vendu plusieurs propriétés dans la région, notamment une maison d'une valeur de 5,7 millions de dollars américains,.
RM a également fait preuve d'efforts philanthropiques, tels que la donation de 100 millions de wons à l'école Seoul Samsun pour que les étudiants malentendants puissent recevoir une éducation musicale pour son 25e anniversaire. En décembre 2020, il a été reconnu par le Conseil des arts de Corée pour avoir fait un don de 100 millions de wons au Musée national d'art moderne et contemporain pour l'impression et la distribution de livres d'art rares dans les écoles et les bibliothèques des régions rurales.
Depuis septembre 2021, RM fait des dons annuels de 100 millions de wons à l'Administration du patrimoine culturel et à la Fondation du patrimoine culturel d'outre-mer pour la préservation et la restauration d'artefacts culturels à l'étranger. Ses dons ont été utilisés à des fins diverses, telles que le traitement d'un hwarot appartenant au Musée d'art du comté de Los Angeles et la création d'une brochure d'art présentant des peintures coréennes.

## Discographie

### En groupe

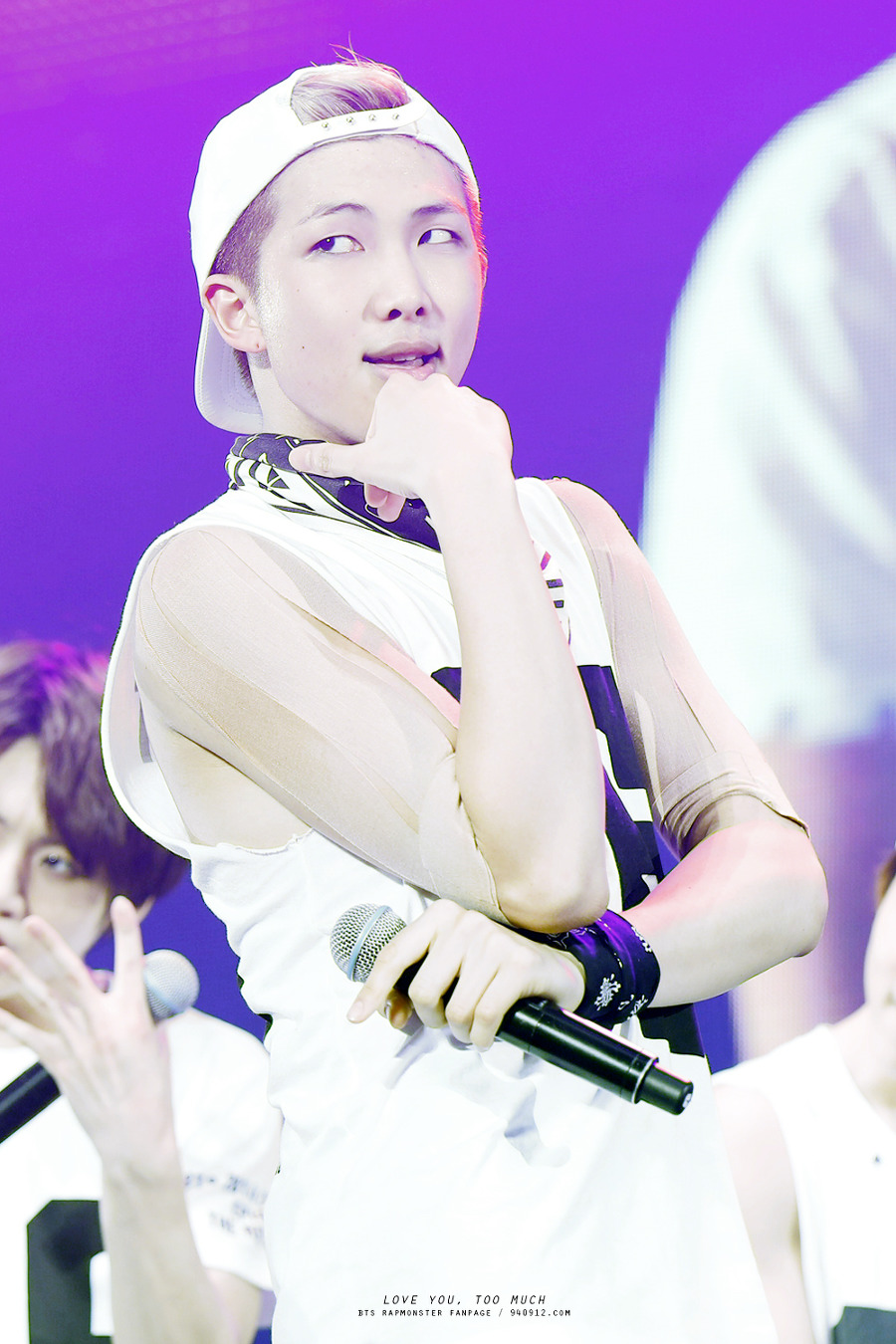

| Année | Titre                  | Collaboration                       | Note(s)                                                     |
| ----- | ---------------------- | ----------------------------------- | ----------------------------------------------------------- |
| 2013  | Trouble                | feat. Jin                           | Cover de "Trouble" par Maejor (ft. Chamillionaire & J.Cole) |
| 2013  | Waterfalls             | feat. Jungkook                      | Cover de "Waterfalls" par Junggigo                          |
| 2013  | School Of Tears        | feat. Jin et Suga                   | Cover de "Swimming Pools" par Kendrick Lmar                 |
| 2013  | Cypher PT.1            | feat.Suga et j-hope                 | "O!RUL82"                                                   |
| 2014  | Cypher PT.2 : Triptych | feat. Suga et j-hope                | "Skool Luv Affair"                                          |
| 2014  | Cypher PT.3 : KILLER   | feat. Suga, J-Hope et Supreme Boi   | "Dark & Wild"                                               |
| 2015  | Fools                  | feat. Jungkook                      | Cover de "Fools" par Troye Sivan                            |
| 2016  | I Know                 | feat. Jungkook                      | "2016 BTS Festa"                                            |
| 2016  | Cypher PT.4            | feat. Suga et j-hope                | "Wings"                                                     |
| 2017  | 네시 (4 O'Clock)       | feat. V                             | "2017 BTS Festa"                                            |
| 2018  | 땡 (Ddaeng)            | feat. Suga & j-hope                 | "2018 BTS Festa"                                            |
| 2018  | Waste It On Me         | feat. Steve Aoki, Jungkook et Jimin | "Neon Future III"                                           |
| 2020  | Respect                | feat. Suga                          | "Map Of The Soul : 7"                                       |
| 2020  | UGH!                   | feat. Suga et j-hope                | "Map Of The Soul : 7"                                       |

### En solo

#### Singles
| Année | Titre            | Meilleures positions | Ventes | Album |
| ----- | ---------------- | -------------------- | ------ | ----- |
| 2012  | Favorite Girl    | _                    | _      | _     |
| 2013  | Thinking 'bout U | _                    | _      | _     |
| 2014  | Where U At       | _                    | _      | _     |
| 2015  | Do You           | _                    | _      | _     |
| 2015  | Joke             | _                    | _      | _     |
| 2017  | Do It            | _                    | _      | _     |

#### Collaborations
| Année | Titre                                                                                | Meilleures positions | Ventes                      | Album                |
| Année | Titre                                                                                | COR                  | Ventes                      | Album                |
| ----- | ------------------------------------------------------------------------------------ | -------------------- | --------------------------- | -------------------- |
| 2015  | U (Primary avec RM et Kwon Jin Ah)                                                   | 32                   | - COR (DL): Plus de 164 344 | 2-1                  |
| 2015  | 부끄부끄 (Buckubucku) (MFBTY avec EE, RM et Dino-J)                                  |                      |                             | WondaLand            |
| 2015  | 튀겨 (ProMeTheUs) (Yankie avec Dok2, Juvie Train, Double K, RM, TopBob et Don Mills) |                      |                             | Andre                |
| 2017  | Change (avec Wale)                                                                   | _                    | _                           | Non issu d'un album  |
| 2017  | 코끼리 (Gajah) (avec Gaeko)                                                          | _                    | _                           | Non issu d'un album  |
|       | Champion - Remix (Fall Out Boy avec RM)                                              | _                    | _                           | Non issu d'un album  |
| 2020  | Winter Flower - Younha (ft RM)                                                       | _                    | _                           | UNSTABLE MINDSET     |
| 2020  | Strange Agust D (ft RM)                                                              | _                    | _                           | D-2                  |
|       | Old Town Road (Seoul Town Road Remix) - Lil Nas X (ft RM Of BTS )                    | _                    | _                           | Non issue d'un album |
| 2021  | 그러지 마 (Don’t) - eAeon (ft. RM)                                                   |                      |                             | Fragile              |
| 2022  | Sexy Nukim - Balmin Tiger (ft. RM)                                                   |                      |                             | Non issu d'un album  |
| 2023  | Smoke Sprite - So!YoON! (ft. RM)                                                     | -                    |                             |                      |
| 2023  | Don't Ever Say Love Me - Colde (ft. RM)                                              |                      |                             |                      |

## Filmographie

### Téléréalité
| Année | Chaîne       | Titre                             | Rôle     | Notes                                                   |
| ----- | ------------ | --------------------------------- | -------- | ------------------------------------------------------- |
| 2013  | SBS MTV      | Rookie King: Channel Bangtan      | Lui-même | 8 épisodes, télé-réalité basé sur BTS                   |
| 2014  | Mnet         | 4things                           | Lui-même | Épisode 3 (Documentaire à propos de RM)                 |
| 2014  | Mnet         | American Hustle Life              | Lui-même | 8 épisodes, télé-réalité basé sur BTS                   |
| 2014  | Mnet America | BTS GO!                           | Lui-même | Télé-réalité basé sur BTS                               |
| 2016  | V LIVE +     | BTS BON VOYAGE                    | Lui-même | Télé-réalité basé sur un voyage des BTS en Suède.       |
| 2022  | tVn          | The Dictionary of Human Knowledge | Co-Mc    | Télé-réalité sur le voyage qu'est la découverte de soi. |

### Émissions télévisées
| Année | Chaîne | Titre                      | Rôle              | Notes  |
| ----- | ------ | -------------------------- | ----------------- | ------ |
| 2015  | TVN    | Hot Brain: Problematic Men | Membre du casting |        |
| 2015  | KBS    | Hello Counselor            | Invité            | avec V |
| 2015  | SBS    | Star King                  | Invité            | avec V |

## Distinctions

### Soompi Awards
| #   | Année | Travail nommé | Titre              | Résultat   |
| --- | ----- | ------------- | ------------------ | ---------- |
| 13e | 2018  | Change        | Best Collaboration | Nomination |